# 剑池街道
剑池街道，是中华人民共和国浙江省丽水市龙泉市下辖的一个乡镇级行政单位。

## 行政区划
剑池街道下辖以下地区：
水南社区、南秦社区、南大洋社区、水南村、南秦村、六村、宏山村、松溪弄村、茶坦村、周际村、山里村、翁仁村、石退村、和垄村、武潭村、曾家村、张家村、吴处村、东岭村、芳野村、立新村和宏阳村。